# Plounévézel
Plounévézel é uma comuna francesa na região administrativa da Bretanha, no departamento Finisterra. Estende-se por uma área de 24,21 km². Em 2010 a comuna tinha 1 227 habitantes (densidade: 50,7 hab./km²).